# STS-49
STS-49 (ang. Space Transportation System) – misja amerykańskiego wahadłowca kosmicznego. Pierwszy lot z udziałem wahadłowca Endeavour. Głównym celem była naprawa satelity Intelsat 6 F-3. Był to czterdziesty siódmy start w ramach programu lotu wahadłowców.

## Załoga
źródło dla sekcji: 
- Daniel Brandenstein (4)*, dowódca (CDR)
- Kevin Chilton (1), pilot (PLT)
- Pierre Thuot (2), specjalista misji 3 (MS3)
- Kathryn Thornton (2), specjalista misji 4 (MS4)
- Richard Hieb (2), specjalista misji 1 (MS1)
- Thomas Akers (2), specjalista misji 5 (MS5)
- Bruce Melnick (2), specjalista misji 2 (MS2)

* liczba w nawiasie oznacza liczbę lotów odbytych przez każdego z astronautów

## Parametry misji
- Masa: 
  - startowa orbitera: 116 390 kg
  - lądującego orbitera: 91 214 kg
  - ładunku: 14 618 kg
- Perygeum: 268 km
- Apogeum: 341 km
- Inklinacja: 28,35°
- Okres orbitalny: 90,6 min

## Cel lotu
Pierwszy lot nowego wahadłowca Endeavour (zastępującego utraconego Challengera); załoga naprawiła satelitę telekomunikacyjnego Intelsat 6 F-3, umieszczonego na niewłaściwej orbicie w 1990 roku.

## Przebieg misji
źródło
Podczas lotu astronauci przeprowadzili pierwszy trzyosobowy spacer kosmiczny (EVA), który był jednocześnie najdłuższym w historii – trwał 8 godzin i 29 minut. Rekord utrzymał się aż do misji STS-102, podczas której – tym razem jeden – astronauta przebywał w otwartej przestrzeni przez 8 godzin i 56 minut. STS-49 był pierwszą misją, w trakcie której astronauci czterokrotnie przeprowadzili EVA. Głównym celem misji było odzyskanie, naprawa i ponowne umieszczenie na orbicie satelity telekomunikacyjnego Intelsat 6 F-3. Nie było to zadanie łatwe – satelita został uchwycony dopiero za trzecim podejściem. Załoga zrealizowała dużą liczbę eksperymentów naukowych i NASA przedłużyła misję o dwa dni, by umożliwić realizację większej liczby celów.

## Spacery kosmiczne
źródło dla sekcji: 
- EVA-1 (10 maja 1992, 3 godz. 43 min): P. Thuot, R. Hieb.
- EVA-2 (11 maja 1992, 5 godz. 30 min): P. Thuot, R. Hieb.
- EVA-3 (13 maja 1992, 8 godz. 29 min): P. Thuot, R. Hieb, T. Akers.
- EVA-4 (14 maja 1992, 7 godz. 45 min): T. Akers, K. Thornton.